# Hengst (Unternehmen)
Die Hengst SE ist die Konzernobergesellschaft der Hengst-Gruppe, einem Filtrationsspezialisten mit Sitz in Münster. Im Markt tritt das Unternehmen als Hengst Filtration auf. 
Hengst produziert Filter und zugehörige Komponenten für verschiedene Anwendungsfälle, vorrangig für die Automobilindustrie (Filter-Systeme für Öl-, Kraftstoff-, Luft-, Kühlwasser-, Getriebeöl- und Innenraumluftfiltration, Module zum Fluidmanagement, Ölnebelabscheider) sowie für Industrieanwendungen (Filter für Gasturbinen, Entstaubungsanlagen) und Raumlufttechnik (u. a. HEPA-Filter für Staubsauger, mobile Luftreiniger und Feinstaubfilter).
Das Unternehmen betreibt 26 Standorte, aufgeteilt in 18 Produktionswerke und acht Entwicklungs-/Vertriebsstandorte. Drei der Produktionswerke befinden sich in Deutschland (Münster, Nordwalde, Ketsch).

## Geschichte
| Umsatzentwicklung (Hengst Gruppe) | Umsatzentwicklung (Hengst Gruppe) |
| Jahr                              | Umsatz in Mio. EUR                |
| --------------------------------- | --------------------------------- |
| 2014                              | 351,4                             |
| 2015                              | 335,6                             |
| 2016                              | 333,3                             |
| 2017                              | 423,8                             |
| 2018                              | 432,4                             |
| 2019                              | 482,7                             |
| 2020                              | 483,8                             |
| 2021                              | 582,5                             |
| 2022                              | 655,4                             |
| 2023                              | 727,0                             |

Im Jahre 1958 gründete Walter Hengst die Firma Ing. Walter Hengst KG in Münster. Im Jahr 1977 trat der Schwiegersohn Günter Röttgering als späterer Nachfolger von Walter Hengst in das Unternehmen ein, im Zuge dessen fand die Umfirmierung in Ing. Walter Hengst GmbH & Co. KG statt. Nach der Einführung des ersten Becherölfilters mit automatischem Ablasssystem und Kunststoffschraubdeckel im Jahre 1988 wurde 1990 das VEB-Filter- und Vergaserwerk in Berlin unter der neuen Firmierung Hengst Filterwerke Berlin übernommen.  Hengst führte 1993 das Filter-System ENERGETIC als ersten metallfreien Filtereinsatz ein, woraufhin 1995 die Einführung des ersten Becherölfilters mit integrierter Zentrifuge und 1996 das erste Fluidmanagementmodul folgte. 1997 wurde ein Ölnebel-Abscheide-System (Zyklone für Otto- und Dieselmotoren) eingeführt.
Im Jahr 1998 zerstörte ein Großfeuer ein Drittel der Hengst-Filterwerke. 1999 gründete Hengst ein Joint-Venture in Joinville, Brasilien unter der Firmierung Hengst-Wetzel Ltda. Im Jahr 2000 wurde der Standort in Nordwalde mit einer Aluminium-Gießerei gegründet und aufgebaut. Im gleichen Jahr übernahm Hengst die Handelsmarken Champ und Luber-finer von der Luber-finer GmbH.
Im Jahr 2002 begann Jens Röttgering in dritter Generation seine Tätigkeit in dem Familienunternehmen. 2003 wurden die Ingenieurbüros in São Paulo, Brasilien und in Detroit, USA eröffnet. 2004 folgte die Gründung der Tochtergesellschaft Indústria de Filtros Ltda. in São Paulo, Brasilien (vorher Hengst-Wetzel Ltda.). Im gleichen Jahr führte Hengst eine Zylinderkopfhaube mit integriertem Ölnebelabscheider und Druckregelung ein. Ebenfalls 2004 stellte Hengst den Vertrieb der Marken Champ und Luber-finer ein und konzentriert sich seither auf die Marke Hengst Filter.
2005 gründete Hengst die Tochtergesellschaften Hengst of North America, Inc. in Camden, USA und Hengst Filter Systems (Kunshan) Co., Ltd. in Kunshan, China. Zur selben Zeit entwickelte Hengst ein Multifunktionsmodul mit integrierter Kühlmittelpumpe. 2008 brachte das Unternehmen eine High Speed-Freispiegel-Zentrifuge für alle Leistungsklassen auf den Markt.
Hengst entwickelte im Jahr 2010 das Baukastensystem Blue-Engine-Care-System (BECS) zur Motorenoptimierung. In dieser Reihe entstand 2011 der Tellerseparator mit elektrischem Antrieb Blue.tron und 2013 das Kraftstoff-Pflegesystem Blue.maxx. Anfang 2013 eröffnete Hengst ein Ingenieurbüro in Bangalore, Indien.  2014 folgte die Eröffnung des Standortes in Singapur und im Mai 2015 in Polen.
Anfang des Jahres 2016 übernahm Hengst das dänische Unternehmen Nordic Air Filtration. Anfang 2017 wurde ein Vertriebsbüro in Dubai eröffnet. Im Oktober 2018 wurde das Unternehmen Delbag mit Stammsitz in Herne von der FläktGroup in die Hengst Gruppe übernommen. Im April 2021 übernahm Hengst das Hydraulik-Filtrationsgeschäft der Bosch Rexroth AG. Dazu gehört der Standort in Ketsch (Baden-Württemberg) mit rund 190 Mitarbeitern sowie die weltweiten Vertriebsaktivitäten in mehr als 30 Ländern. Im August 2022 folgte die Akquisition des brasilianischen Spezialisten für Luftfiltration Linter Filtros Industriais aus São Paulo, hinzu kamen die Vertriebsbüros in Sydney 2022 und in Warschau Anfang 2023.
Zu Beginn der Corona-Pandemie 2020 hat Hengst eine eigene Fertigung für medizinische Gesichtsmasken sowie für mobile Luftreiniger aufgebaut und entwickelt seitdem verstärkt Filtrationslösungen im Bereich Medizintechnik.
Im Herbst 2023 hat Hengst die Tochtergesellschaften Delbag GmbH und Nordic Air Filtration umbenannt und tritt nun auch in der industriellen Luftfiltration einheitlich mit der Marke Hengst Filtration auf.
Im Frühjahr 2024 hat Hengst zunächst ein Werk im indischen Bengaluru eröffnet, zwei Monate später im rumänischen Balș, in den vor allem Filter für Reinigungsgeräte und Elektrowerkzeuge hergestellt werden. Im Juni folgte zudem die Übernahme des kanadisch-amerikanischen Hydraulikfilter-Spezialisten Main Filter, der vor allem im Aftermarket-Geschäft agiert. Zum 1. Dezember wurden beide Landesgesellschaften in Hengst Filtration umbenannt. Im Oktober des gleichen Jahres übernahm Hengst den brasilianischen Luftfilterspezialisten Aeroglass aus São Paulo, der das bestehende Luftfilter-Geschäft von Linter in Brasilien ergänzt.

## Produkte
- Luftfilter, Flüssigkeitsfilter für Pkw und Nutzfahrzeuge (On- und Off-Highway)
- Zylinderkopfhauben, Ansauggeräuschdämpfer
- Tellerseparatoren (hydraulisch / elektrisch) zur Kurbelgehäuseentlüftung
- Blue Engine Care System (Baukastensystem zur Motorenoptimierung)
- Industriefilter
- Entstaubungslösungen für Domestic und Professional Anwendungen (Cleaning Systems)
- Medizinische Gesichtsmasken

## Standorte

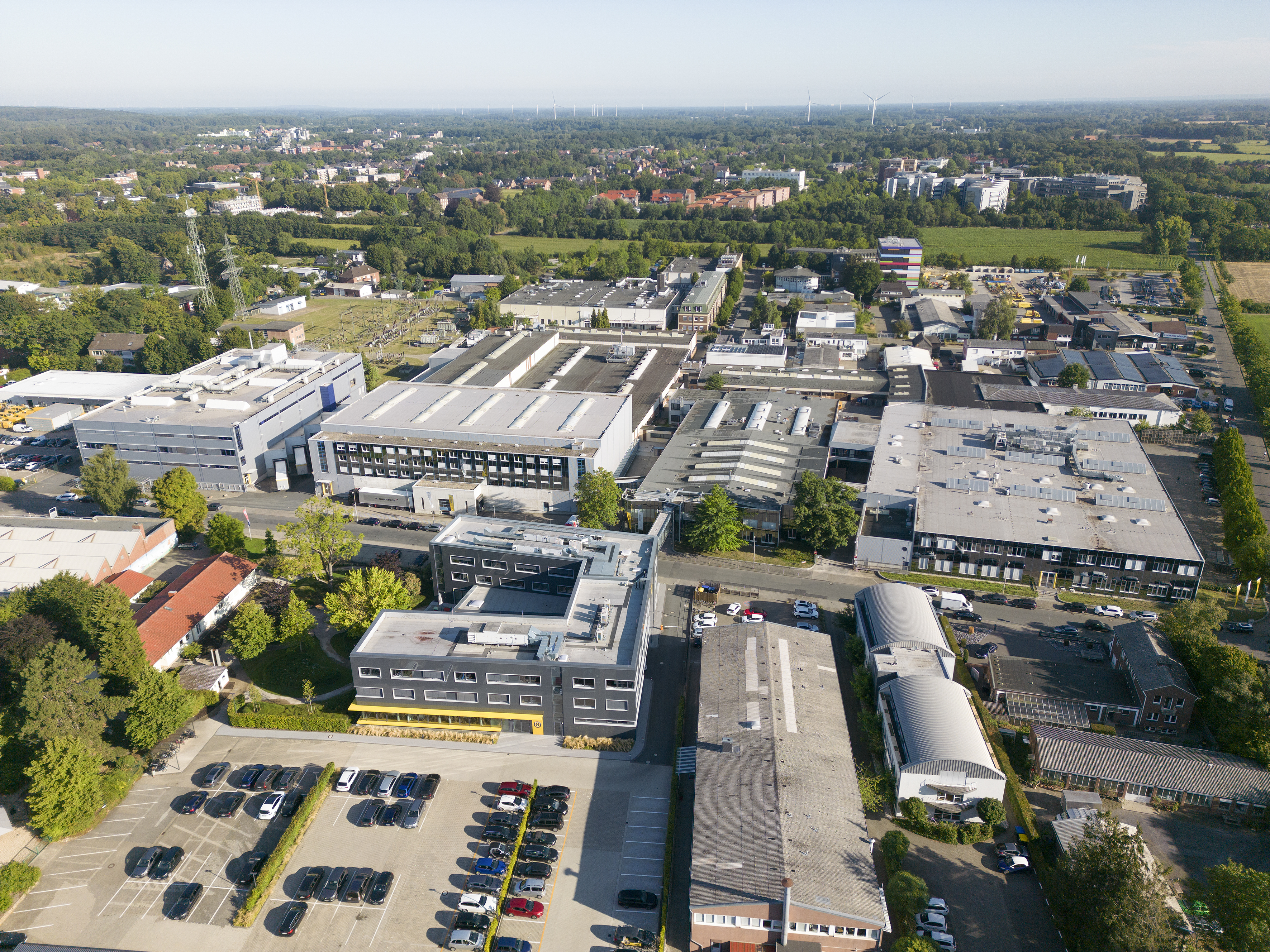
Luftaufnahme der Unternehmenszentrale in Münster, 2022

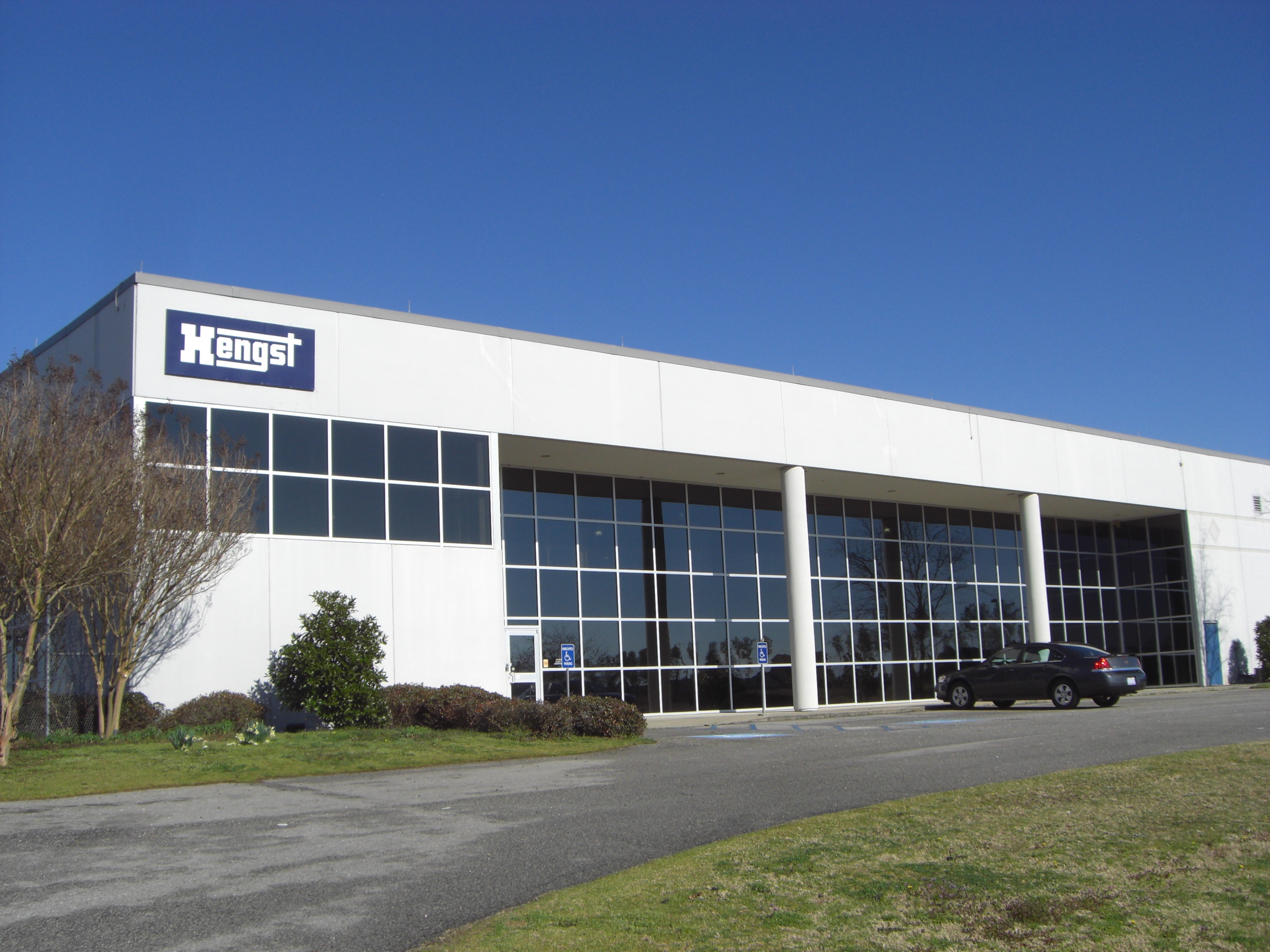
Produktionsstandort in Camden, USA

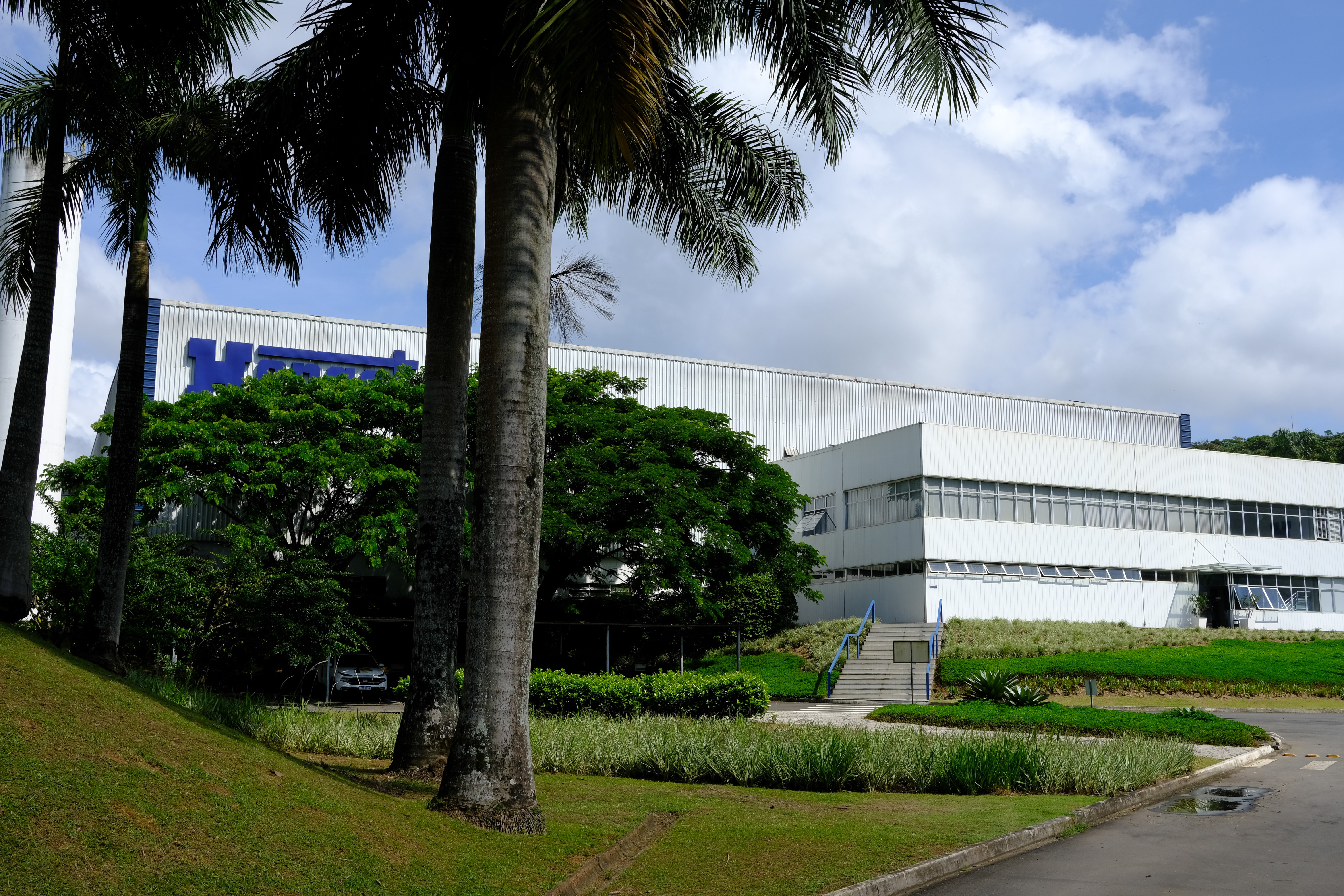
Standort in Joinville, Brasilien

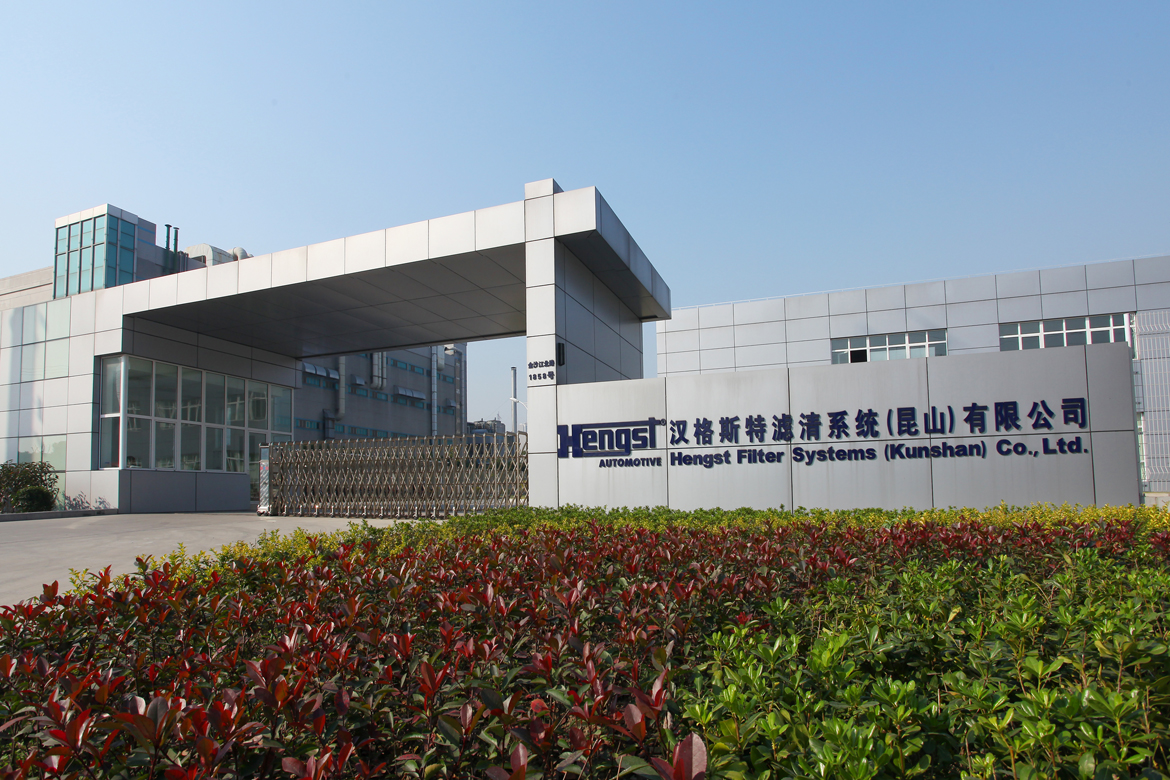
Produktionswerk in Kunshan, China

Standorte bestehen in Deutschland (Münster, Nordwalde, Ketsch und Herne), Dänemark (Nakskov), Tschechien (Liberec), Rumänien (Balș), Frankreich (Lezennes), den Vereinigten Staaten (Camden und Raleigh), Brasilien (Joinville und São Paulo), China (Kunshan und Jinan), Indien (Bangalore), Singapur, Polen (Gogolin, Rawicz und Warschau) und den Vereinigten Arabischen Emiraten (Dubai und Fujairah).
Deutschland
Hengst unterhält drei Produktionsstandorte in Deutschland (Münster, Nordwalde, Ketsch) sowie den Verwaltungsstandort in Herne.
Polen
Für OE-Kunden wurde im Jahr 2018 das Werk in Gogolin eröffnet. Zuvor wurde bereits im Jahr 2015 ein Filterwerk in Gostyń übernommen. Im Jahr 2019 baute Hengst ein drittes Werk in Polen am Standort Rawicz und verlagerte schließlich die Produktion aus dem Werk aus Gostyń nach Rawicz. Das Werk in Gostyń wurde daraufhin geschlossen.

Dänemark
Im Jahr 2018 hat Hengst den Filterhersteller für Industrieanwendungen, die Nordic Air Filtration mit Sitz in Nakskov, übernommen. Der Standort wurde Ende 2023 zu „Hengst Air Filtration Denmark“ umbenannt.

Tschechien
Durch die Übernahme der Delbag GmbH wurde auch das Produktionswerk in Liberec in die Hengst-Gruppe aufgenommen
Vereinigte Staaten
2003 wurde ein Büro der Anwendungstechnik in Detroit eröffnet. Die Gründung der Tochtergesellschaft Hengst of North America, Inc. in Camden (South Carolina) erfolgte dann im Jahr 2005. Im Jahr 2013 ist das Büro der Anwendungstechnik in ein neues Tech Center nach Novi, Michigan umgezogen. Anfang des Jahres 2020 erfolgte die Schließung des Tech Centers in Novi und zugleich die Eröffnung eines Vertriebsstandortes in Raleigh.
Im Produktionswerk in Camden werden verschiedene Produkte vorrangig für Automobilkunden und den freien Teilemarkt im nordamerikanischen Markt produziert.

Brasilien
Im Produktionswerk in Joinville (Brasilien) werden vorrangig Teile für die südamerikanischen Werke größtenteils europäischer Automobilhersteller produziert. Zusätzlich hat Hengst seit der Übernahme des Luftfiltrationsspezialisten Linter Filtros Industriais im Jahr 2022 und von Aeroglass im Jahr 2024 zwei weitere Werke in São Paulo.
China
2005 wurde die erste Tochtergesellschaft in Asien unter der Firmierung Hengst Filter Systems in Kunshan gegründet. Das Werk versorgt verschiedene chinesische Kunden. Nach mehreren Expansionen des Werks in Kunshan wurde im Jahr 2019 ein zweiter Standort in Jinan eröffnet.

Indien
2013 wurde der Standort in Bangalore gegründet, der mittlerweile wieder aufgegeben worden ist. Danach betrieb Hengst in Neu-Delhi ein Joint Venture mit dem Namen Hengst-Luman India. 2024 hat Hengst erneut in Bangalore ein neues Produktionswerk eröffnet.

Vereinigte Arabische Emirate
Das Produktionswerk in Fujairah kam durch die Übernahme der Nordic Air Filtration in die Gruppe.